# 11885 Summanus
11885 Summanus eller 1990 SS är en asteroid i huvudbältet som upptäcktes den 25 september 1990 av Spacewatch vid Kitt Peak-observatoriet. Den är uppkallad efter den romerska guden Summanus.
Asteroiden har en diameter på ungefär 1 kilometer och den tillhör asteroidgruppen Apollo.